# Scooby-Doo Mystery (Genesis)
Scooby-Doo Mystery — видеоигра для Sega Genesis, созданная Illusions по мотивам популярного мультсериала о приключениях собаки Скуби-Ду и его друзей.

## Геймплей
Версия игры для Sega Mega Drive представляет собой квест с элементами ролевых игр, в котором нужно искать различные предметы, составлять из них комбинации и решать головоломки. Играть предстоит за Шегги Роджерса, который будет разгадывать тайны вместе со своим другом — собакой Скуби.
Игра содержит два не связанных между собой эпизода, которые доступны в главном меню:
- Blake’s Hotel — гостиница, владелец которой, дядя Дафны, был похищен. Как предполагают юные сыщики, преступником является кто-то из работников гостиницы. Действие разворачивается в гостинице, во дворе и прилегающей к сооружению территории, в подземелье.
- Ha-ha-Carnival — парк аттракционов. Здесь героям предстоит поймать преступника под маской клоуна, распугавшего всех посетителей, а также отыскать пропавшего менеджера парка. Уровень проходит на многочисленных аттракционах: комната кривых зеркал, американские горки, дартс, батискаф, лодочные прогулки и т. д.

Каждый из эпизодов представляет собой большой уровень, который разделяется на множество «локаций» (например, внутри и снаружи зданий). Локации соединены между собой дверьми, переходами, коридорами и лестницами.
В локациях присутствуют различные предметы; некоторые из них помогают попасть куда-либо (например, ключ для закрытой комнаты, билеты для доступа к аттракционам, лопата для выкапывания из-под снега дверей в убежище) или добраться до другого предмета (например, пружины), другие нужно комбинировать между собой. К примеру, в эпизоде Ha-ha-Carnival, чтобы спасти Фреда, Велму и Дафну, оказавшихся в неисправной моторной лодке посреди реки, нужно отправить им радиоуправляемый кораблик со свечой зажигания на борту, которую следует подобрать после бегства клоуна в аттракционе с кривыми зеркалами.
На уровнях также встречаются «тайники» — скрытые двери и окна, позволяющие попасть в ранее недоступное помещение; к примеру, в эпизоде Blake’s Hotel герои могут воспользоваться лифтом для вещей, чтобы попасть на кухню. Как и в других играх жанра, у героев отсутствует индикатор здоровья, однако в эпизоде Ha-ha-Carnival во время сражения с клоуном у персонажей появляются линейки, отсчитывающие полученные повреждения.
В ходе игры героям встречаются другие персонажи, у которых можно получить задание или полезный предмет.
Игровой процесс содержит множество забавных ситуаций. Например, Шегги может снять ботинки с монстра Фракенштейна в луна-парке, взломать игровой автомат, объесться лекарств, чтобы отвлечь повара, совершить прыжок в аттракционе bungee jumping и многое другое.
Управления, точнее различные действия персонажем, выполняются различными командами. Кроме этого есть отдельный инвентарь. Всего команд 10:
- TAKE — взять предмет, который становится доступным в списке собранных вещей.
- LOOK — мнение Шегги о каком-то предмете или человеке.
- OPEN — открыть. Касается как, например, дверей, так и более мелких предметов.
- PUSH — толкнуть, подвинуть какой-либо предмет.
- EAT — съесть. Примечательно, но получиться это сделать только 2 раза за всю игру.
- GIVE — передать предмет живому существу (человеку, животному). Можно таким образом поменять собранный предмет на что-либо.
- TALK — поговорить. Осуществить данную команду можно практически с любым человеком. При этом выдаётся список реплик на выбор, которые предполагается произнести.
- SHUT — закрыть. Как и команда OPEN, может осуществляться со многими предметами.
- PULL — отодвинуть, вытянуть какой-либо предмет.
- USE — применить. Иногда применяется между двумя вещами в инвентаре.

Графика в игре стилистически сходна с оригинальным мультсериалом. Уровни построены с применением псевдотрёхмерности, и по ним можно передвигаться как назад и вперёд, так и вниз и вверх. В заставках используются оригинальные саундтреки из мультсериала, в частности из заглавной темы «Скуби-Ду, где ты!». В озвучивании реплик героев принимали участие Кейси Кейсем (Шэгги) и Дон Мессик (Скуби).

## Оценки
Версия для Sega Mega Drive/Genesis получила в основном высокие оценки критиков.
Информационный ресурс IGN поставил версии оценку 8,2 баллов из 10, а журнал Video Games & Computer Entertainment, отметив, что, несмотря на невысокую сложность головоломок, «игра предоставляет игроку два полноценных приключения», оценил её в 8 баллов из 10.
Другой журнал, EGM, поставил игре оценку 7,6 баллов из 10 и указал на качественную эмуляцию, позволившую сохранить стиль оригинального мультсериала; это касалось главным образом графики и анимации. Рецензенты отметили невысокую сложность версии (головоломки были названы «нетрудными»), следствием чего по прохождении обоих эпизодов «играть во второй раз уже нет смысла». Было указано также, что большую часть времени игрок проводит в поисках улик, что вносит «сумбурность» в игровой процесс; критики добавили, что в некоторых моментах геймплея известно, как решить ту или иную головоломку, но при этом не понятно, как реализовать это на практике, в процессе игры. Сравнив протагонистов с персонажем серии Space Quest Роджером Вилко, рецензенты заметили, что Шэгги и Скуби так же, как и Роджер, решают множество пазлов; сами пазлы были охарактеризованы как «великолепные», но несколько «надуманные». Основным недостатком версии была названа её малая продолжительность и, как следствие, по прохождении обоих эпизодов у игрока остаётся чувство «незавершённости». В связи с этим критики выразили надежду, что у игры возможно продолжение. Кроме того, критикам им не понравились графическое оформление и звуковая дорожка.
Рецензенты сайта Sega-16.com отметили интересный игровой процесс, а именно большое количество предметов, помогающие в решении некоторых задач NPC и игровая карта со множеством локаций. Критикам понравился также внутриигровой юмор, «встречающийся на протяжении всей игры»; особо был выделен эпизод Blake’s Hotel, в начале которого Шегги и Скуби удаётся «уговорить» повара приготовить им перекусить. Положительные отзывы относились и к графическому решению — как уровней, так и героев. Относительно большая игровая карта со множеством элементов-головоломок была встречена положительно, но пароли с большим числом знаков, используемые в игре, были названы «громоздкими» и неудобными. Основные замечания касались звукового сопровождения: оно было охарактеризовано как «ужасное», «скучное» и «досаждающее с самого начала игры», несмотря на то, что в игре используется оригинальный саундтрек из мультсериала 1969 года. Резюмируя, критики добавили, что Sunsoft создала качественную игру, однако в ней ощущается недостаток динамичности и action-составляющей. Итоговая оценка — 7 баллов из 10.
Журнал Game Players поставил версии среднюю оценку — 61 балл из 100. Среди недостатков рецензенты указали «медленный» игровой интерфейс, из-за чего выбирать такие команды как, например, USE, довольно трудно, а после этого необходимо отыскать какой-либо предмет в инвентаре, что «отбивает желание играть». Достоинствами игры авторы назвали головоломки и внутриигровой юмор. Другой журнал, GamePro, оценил игру довольно низко — 2,5 баллов из 5, добавив, что она может быть интересна только фанатам франшизы.
Ресурс The Video Game Critic поставил версии оценку D+ (что соответствует отметке «плохо»), или 33 балла из 100. Достоинствами игры были названы, в частности, читабельные диалоги героев (реплики воспроизводятся на экране с большими интервалами, что позволяет игроку понять, о чём идёт речь) и соответствие высказанных реплик чертам характера каждого из персонажей. Рецензентам понравилась доступная в игре функция сохранения, основанная на использовании паролей. Визуальная составляющая игры была названа «потрясающей», а анимация — «забавной»; однако было отмечено, что некоторые объекты в игре «сливаются» с окружением и иногда игроку довольно сложно выделить нужный предмет или вход в локацию. Игровой интерфейс, по замечаниям критиков, «неуклюжий», так как, чтобы совершить какое-либо действие, игроку нужно двигать «медленный» курсор по экрану вниз, где находится меню. Смешанные отзывы получили головоломки, которые «организованны скудно», а некоторые из них «противоречат логике». В качестве примера была приведена сцена в эпизоде Blake’s Hotel, где игроку необходимо «проверить» все шесть дверей в длинном холле, прежде чем седьмая, самая удалённая, «магическим образом откроется»; также описывался эпизод Ha-ha-Carnival, где в одной из локаций (аттракцион с машинами) для починки ремённой передачи в генераторе нужно воспользоваться ириской, купленной в лотке на территории парка. В целом игра, подытоживают авторы, «могла бы стать лучшей в своём жанре».
Информационный сайт Game Rankings, основываясь на рецензии от EGM, оценил игру в 76 баллов из 100.